# Patricia Kennedy
Patricia Kennedy (ur. 17 marca 1916 w Queenscliff, zm. 10 grudnia 2012) – australijska aktorka filmowa, teatralna i telewizyjna.

## Wybrana Filmografia
- 1961: Consider Your Verdict
- 1978: The Getting of Wisdom
- 1979: Więźniarki jako Panna McBride
- 1979: Moja wspaniała kariera jako Ciotka Gussie
- 1981: A Country Practice Vera Boardman
- 1983; Five Mile Creek jako Lillie
- 1986: Latający Doktorzy jako Edith Cranston
- 1993: Johnny Bago jako zabójcza dziewczyna

## Nagrody
- 1978: Najlepsza aktorka drugoplanowa za film The Getting of Wisdom
- 1979: Najlepsza aktorka drugoplanowa za film Moja wspaniała kariera

## Źródła
- Patricia Kennedy w bazie IMDb (ang.)